# Monarker af Persien
Dette er en liste over konger og dronninger som herskede over forskellige dynastier i geografisk Stor-Iran.

## Achaemenidiske dynasti (550 f.Kr.–330 f.Kr.)
| Navn             | Billede | Født                                                          | Tiltrådte                                   | Fratrådte/Død                                    | Begravet                           |
| ---------------- | ------- | ------------------------------------------------------------- | ------------------------------------------- | ------------------------------------------------ | ---------------------------------- |
| Kyros den Store  |         | 600 f.Kr. i Persien. Søn af Kambyses 1.                       | Konge i 559 f.Kr                            | Myrdet i December 530 f.Kr. omkring 70 år gammel | Begravet i Persepolis, i Fars.     |
| Kambyses 2.      |         | Ukendt fødselsdato Søn af Kyros den Store.                    | Konge i 530 f.Kr. ved Kyros den Stores død. | Døde i 522 f.Kr.                                 | Ukendt gravsted.                   |
| Bardiya          |         | Ukendt fødselsdato                                            | Konge i 522 f.Kr. ved Kambsyses 2. død.     | Døde i 522 f.Kr.                                 | Ukendt gravsted.                   |
| Dareios 1.       |         | 550 f.Kr. Søn af Hystaspes og Rhodogune.                      | Konge i 552 f.Kr.                           | Døde i 486 f.Kr. 64 år gammel.                   | Begravet i Naqsh-e Rustam, i Fars. |
| Xerxes 1.        |         | 518 f.Kr. Søn af Daerios 1. og Atossa.                        | Konge i 486 f.Kr. ved Dareios 1. død.       | Døde i 465 f.Kr. ca. 54 år gammel.               | Begravet i Naqsh-e Rustam, i Fars. |
| Artaxerxes 1.    |         | Ukendt fødselsdato Søn af Xerxes 1. og Amestris.              | Konge i 465 f.Kr. ved Xerxes 1. død         | Døde i 424 f.Kr.                                 |                                    |
| Xerxes 2.        |         | Ukendt fødselsdato Søn af Artaxerxes 1. og Damaspia.          | Konge i 424 f.Kr. ved Artaxerxes 1. død.    | Myrdet i 424 f.Kr.                               | Ukendt gravsted.                   |
| Sogdianus        |         | Ukendt fødselsdato Illegitim søn af Artaxerxes 1. og Alogyne. | Konge i 424 f.Kr. ved Xerxes 2. død.        | Myrdet i 423 f.Kr.                               | Ukendt gravsted                    |
| Dareios 2.       |         | Ukendt fødselsdato                                            | Konge i 423 f.Kr. ved Sogdianuses død.      | Døde i 405 f.Kr.                                 | Begravet i Naqsh-e Rustam, i Fars. |
| Artaxerxes 2.    |         | Født i 436 f.Kr. Søn af Daerios 2. og Parysatis               | Konge i 404 f.Kr. ved Daerios 2. død.       | Døde i 358 f.Kr 78 år gammel.                    | Begravet i Persepolis, i Fars.     |
| Artaxerxes 3.    |         | Ukendt fødselsdato Søn af Artaxerxes 2. og Stateira.          | Konge i 358 f.Kr. ved Artaxerxes 2. død.    | Døde i 338 f.Kr. ca. 87 år gammel.               | Begravet i Persepolis, i Fars.     |
| Arses af Persien |         | Søn af Artaxerxes 3.                                          | Konge i 338 f.Kr. ved Artaxerxes 3. død     | Myrdet i 336 f.Kr.                               | Ukendt gravsted.                   |
| Dareios 3.       |         | Født i 380 f.Kr søn af Arsames af Ostanes og Sisygambis.      | Konge i 336 f.Kr. ved Arses død.            | Myrdet i Juli, 330 f.Kr. 50 år gammel.           | Ukendt gravsted.                   |
| Artaxerxes 6.    |         | Ukendt fødselsdato.                                           | Konge i 330 f.Kr. ved Artaxerxes 6. død.    | Myrdet i 329 f.Kr.                               | Ukendt gravsted                    |
| Navn             | Billede | Født                                                          | Tiltrådte                                   | Fratrådte/Død                                    | Begravet                           |

## Hellenistiske dynastier (330 f.Kr.–64 f.Kr.)
| Makedonske Imperium           |         |                                                                                    |                                                        |                                                  |                  |
| Alexander 3.                  |         | Født den 20. Juli i 356 f.Kr. Søn af Filip 2. af Makedonien og Olympias af Epirus. | Konge i 330 f.Kr.                                      | Døde den 10. Juni i 323 f.Kr. 32 år gammel.      | Ukendt gravsted. |
| Filip 3. af Makedonien        |         | Født i 359 f.Kr. Søn af Filip 2. af Makedonien og Larissa.                         | Konge i 323 f.Kr ved Alexander 3. død.                 | Døde den 25. December i 317 f.Kr. 42 år gammel.  | Ukendt gravsted. |
| Alexander 4.                  |         | Født i 323 f.Kr. Søn af Alexander 3. og Roxana af Baktrien                         | Konge i 323 f.Kr.                                      | Blev forgiftet og døde i 310 f.Kr. 13 år gammel. | Ukendt gravsted. |
| Perdikkas                     |         | Ukendt fødselsdato.                                                                | Konge i 323 f.Kr.                                      | Myrdet i 321 f.Kr.                               | Ukendt gravsted. |
| Peithon                       |         | Født i 355 f.Kr. Søn af Crateuas.                                                  | Konge i 321 f.Kr.                                      | Fråtrådte i 321 f.Kr.                            | Ukendt gravsted. |
| Arrhidaeus                    |         | Ukendt fødselsdato.                                                                | Konge i 321 f.Kr.                                      | Fråtrådte i 321 f.Kr.                            | Ukendt gravsted. |
| Antipater                     |         | Født i 397 f.Kr. Søn af Iollas.                                                    | Konge i 321 f.Kr.                                      | Myrdet i 319 f.Kr. 78 år gammel.                 | Ukendt gravsted. |
| Polysperchon                  |         | Født i 394 f.Kr. Søn af Simmias.                                                   | Konge i 319 f.Kr.                                      | Fråtrådte i 316 f.Kr.                            | Ukendt gravsted. |
| Olympias                      |         | Født i 375 f.Kr. Datter af Neoptolemus 1.                                          | Dronning i 317 f.Kr.                                   | Døde i 316 f.Kr. 59 år gammel.                   | Ukendt gravsted. |
| Antigonus 1.                  |         | Født i 382 f.Kr. Søn af Filip af Elymiotis.                                        | Konge i 316 f.Kr.                                      | 312 f.Kr.                                        | Ukendt gravsted. |
| Seleukiderriget               |         |                                                                                    |                                                        |                                                  |                  |
| Seleukos 1.                   |         | Født i 358 f.Kr.                                                                   | Blev konge i 312 f.Kr.                                 | Dræbt i 281 f.Kr. 77 år gammel.                  | Ukendt gravsted. |
| Antiochos 1.                  |         | Ukendt fødselsdato. søn af Seleukos 1.                                             | Blev konge i 281 f.Kr. ved Seleukos 1.s død.           | Døde i 281 f.Kr.                                 | Ukendt gravsted. |
| Antiochos 2.                  |         | Født i 286 f.Kr. Søn af Antiochos 1.                                               | Blev konge i 261 f.Kr. ved Antiochos 1.s død.          | Døde i 246 f.Kr. i Slesvig 40 år gammel.         | Ukendt gravsted. |
| Seleukos 2.                   |         | Ukendt fødselsdato. Søn af Antiochos 2.                                            | Blev konge i 246 f.Kr. ved Antiochos 2.s død.          | Dræbt i 225 f.Kr.                                | Ukendt gravsted. |
| Seleukos 3. af Seleukideriget |         | Født i 243 f.Kr. Søn af Seleukos 2.                                                | Blev konge i 225 f.Kr. ved Seleukos 2.s død            | Myrdet i 223 f.Kr.                               | Ukendt gravsted. |
| Antiochos 3.                  |         | Født i 241 f.Kr. Søn af Seleukos 2.                                                | Blev konge i 223 f.Kr. ved Seleukos 3.s død.           | Døde i 187 f.Kr. 54 år gammel.                   | Ukendt gravsted. |
| Seleukos 4.                   |         | Ukendt fødselsdato. Søn af Antiochos 3.                                            | Blev konge i 187 f.Kr. ved Antiochos 3.s død.          | Myrdet i 175 f.Kr.                               | Ukendt gravsted. |
| Antiochos 4.                  |         | Født i 215 f.Kr. Søn af Antiochos 3. og Laodike 3.                                 | Blev konge i 175 f.Kr.                                 | Døde i 163 f.Kr. 52 år gammel.                   | Ukendt gravsted. |
| Antiochos 5.                  |         | 172 f.Kr. Søn af Antiochos 5. og Laodike 4.                                        | Blev konge i 163 f.Kr. ved Antiochos 4.s død.          | Dræbt i 161 f.Kr. 11 år gammel.                  | Ukendt gravsted. |
| Demetrios 1.                  |         | Født i 185 f.Kr. Søn af Seleukos 4. og Laodike 4.                                  | Blev Konge i 161 f.Kr. ved Antiochos 5.s død.          | Dræbt i 150 f.Kr. 35 år gammel.                  | Ukendt gravsted. |
| Alexander 1.                  |         | Ukendt fødselsdato.                                                                | Blev konge i 150 f.Kr.                                 | Myrdet i 146 f.Kr.                               | Ukendt gravsted. |
| Demetrios 2.                  |         | Ukendt fødselsdato. Søn af Demetrios 1.                                            | Blev Konge i 146 f.Kr. ved Alexander 1.s død.          | Fråtrådte i 139 f.kr.                            | Ukendt gravsted. |
| Antiochos 6.                  |         | Født i 147 f.Kr. Søn af Alexander 1. og Kleopatra Thea.                            | Blev konge i 145 f.Kr.                                 | Døde i 142 f.Kr. 5 år gammel.                    | Ukendt gravsted. |
| Antiochos 7.                  |         | Ukendt fødselsdato. Søn af Demetrios 1. og Laodike 6.                              | Begyndte at regere sammen med Antiochos 6. i 139 f.Kr. | Dræbt i 129 f.Kr.                                | Ukendt gravsted. |
| Navn                          | Billede | Født                                                                               | Tiltrådte                                              | Fratrådte/Død                                    | Begravet         |